# Gyula Zádor
Gyula Zádor (ur. 1901, zm. 1945) – węgierski lekarz neurolog. Był asystentem Edmunda Forstera na Uniwersytecie w Greifswaldzie. W 1930 roku, wspólnie z Konradem Zuckerem, wprowadził do medycyny koncept prymitywnych halucynacji, tzn. względnie prostych halucynacji wzrokowych, takich jak te spowodowane zażywaniem meskaliny.

## Wybrane prace
- Beiträge zur differentialdiagnostischen Bedeutung des Bluthildes bei Nevenkrankheiten. Springer, 1926
- Meskalinwirkung auf das Phantomglied.Beitrag zur neurophysiologischen Betrachtung der Wahrnehmung und Vorstellung[3]. 1930
- Über Haltungsreflexe und Störungen der Stellfunktion bei einer posttraumatischen Hirnstammaffektion. V. Mitteilung.[4] 1937